# Cipro all'Eurovision Young Musicians
Cipro ha debuttato all'Eurovision Young Musicians 1988, svoltosi ad Amsterdam, nei Paesi Bassi, e in tutte le sue partecipazioni non è mai riuscita a qualificarsi per la finale. 

## Partecipazioni
- Primo posto
- Secondo posto
- Terzo posto

| Anno                                    | Artista                | Strumento  | Canzone | Posizione       | Posizione       |
| Anno                                    | Artista                | Strumento  | Canzone | Finale          | Semifinale      |
| --------------------------------------- | ---------------------- | ---------- | --- | --------------- | --------------- |
| 1988                                    | Plōtinos Mikromatīs    | Pianoforte | N.A. | Non qualificata | Non qualificata |
| 1990                                    | Kōnstantinos Stylianou | Pianoforte | N.A. | Non qualificata | Non qualificata |
| 1992                                    | Manōlīs Neofytou       | Pianoforte | N.A. | Non qualificata | Non qualificata |
| 1994                                    | Manōlīs Neofytou       | Pianoforte | 1) Preludio e Fuga Op. 87 No.5 in D, di Dmitri Shostakovich                                                           | Non qualificata | Non qualificata |
| 1996                                    | Manōlīs Neofytou       | Pianoforte | N.A. | Non qualificata | Non qualificata |
| 1998                                    | Nicolas Melīs          | Pianoforte | N.A. | Non qualificata | Non qualificata |
| Nessuna partecipazione nel 2000         |                        |            | |                 |                 |
| 2002                                    | Andreas Iōannidīs      | Pianoforte | N.A. | Non qualificata | Non qualificata |
| 2004                                    | Andreas Iōannidīs      | Pianoforte | N.A. | Non qualificata | Non qualificata |
| 2006                                    | Jórgosz Mánnurisz      | Pianoforte | N.A. | Non qualificata | Non qualificata |
| 2008                                    | Orfeas Cheiratos       | Clarinetto | 1) Sonáta: Allegro, di Franz Danzi 2) Fantasiestuecke I, di Robert Schumann 3) 4 Miniatures: Nos 3 & 4, di Bruno Brun | Non qualificata | Non qualificata |
| 2010                                    | Lampis Paulou          | Pianoforte | N.A. | Non qualificata | Non qualificata |
| Nessuna partecipazione dal 2012 al 2024 |                        |            | |                 |                 |